# Henrik Bruun
Henrik Hugo Bruun, född 9 juni 1919 i Helsingfors, död 26 april 2012, var en finländsk kemiingenjör.
Bruun blev diplomingenjör 1948, teknologie doktor 1954 och docent 1955. Han var tillförordnad professor i skogsproduktionens kemi och kemiska teknologi vid Åbo Akademi 1957–1960 och ordinarie professor 1961–1982. Han blev redaktör för Acta Academiae Aboensis, serie B, naturvetenskap, teknik och matematik, 1963. Han blev medlem av statens teknologiska kommission 1965.